# Аларіх II
Аларіх II (? — 507) — король вестготів у 484—507 роках.

## Життєпис

### Початок правління
Був сином Ейріха і Рагнахільди. На момент сходження на престол він, найпевніше, був неповнолітнім, оскільки Теодоріх Великий у 507 назвав його чоловіком у повному розквіті сил. З одного листа Сідонія Аполлінарія, написаного орієнтовно 466/467 року випливає, що до моменту написання цього листа Рагнахільда вже народила Аларіха, але він був ще дитиною.
28 грудня 484 посів у Тулузі престол свого батька. Писемні джерела дуже скромно висвітлюють історію правління Аларіха, розповідаючи лише про найважливіші події, які відбувались у той період  [Архівовано 26 лютого 2020 у Wayback Machine.].

### Допомога остготам
На початку правління Аларіха, здавалося, становищу Вестготського королівства нічого не загрожувало. Влада Аларіха поширювалася на величезну територію від Атлантичного океану до Альп і від Гібралтарської протоки до Луари. Це була найбільша варварська держава в Європі. Перемоги батька Аларіха — Ейріха збільшили престиж вестготів, які здавалися непереможними.
У 489 році споріднений вестготам народ — остготи, на чолі з королем Теодоріхом Великим виступили проти Одоакра, який правив в Італії, і вторглися в його землі. Спочатку остготи легко здолали опір армії Одоакра, але вже в 490 році той зумів піти в контрнаступ і навіть оточив суперника в Павії. І тоді на допомогу остготам прийшли вестготи. Вестготська армія, яка теж вдерлася в Італію, домоглася зняття облоги з Павії, а потім разом з вестготською армією вступили в бій на річці Адда, і тут 14 серпня 490 року об'єднані війська вестготів і остготів розбили Одоакра і змусили противників відступити до Равенни. Після цього війна в Італії звелась до облоги Равенни, яка тривала два з половиною роки, але вестготи там, найімовірніше, участі не брали.
Коли Теодоріх у 493 році став королем Італії, він видав свою дочку Теодеготу за Аларіха. Цей шлюб об'єднав два знатних роди Амалів і Балтів. Остготське королівство в Італії стало союзником Вестготського.

### Взаємовідносини з франками
Після зміни ситуації в Північній Галії вестготи заволоділи Південно-Західною і навіть Південною Галією, а бургунди — Південно-Східною, північна частина держави, де все ще зберігалась римська влада, хоча вона була відрізана від Італії. Там майже всюди одноосібно правив Егідій, а через деякий час після його смерті правителем Північної Галлії став його син Сіагрій. Григорій Турський навіть назвав його «королем римлян» (лат. rex Romanorum). Це, мабуть, неправильно, оскільки найімовірніше, що він мав титул римського патриція, як його назвав Фредегар у своїй «Хроніці», але він гарно висвітлив положення Сіагрія. Найпевніше, між Сіагрієм і Аларіхом встановились якщо не дружні, то мирні та вигідні відносини.

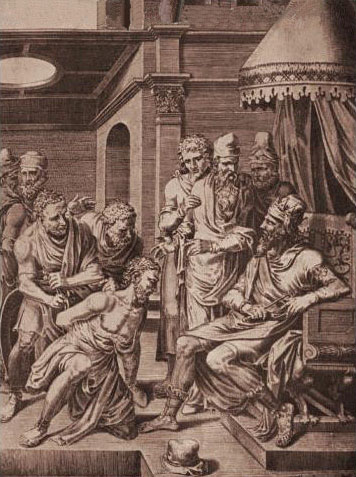
Аларих II видає Сіагрія послам Хлодвіга

У 481 році королем франків, які жили на північному сході Галії, став войовничий Хлодвіг I, який переміг Сіагрія в битві при Суассоні в 486 році. Переможений втік до Тулузи, де Аларіх спочатку надав йому притулок. Але пізніше, коли Хлодвіг під загрозою війни вимагав його видачі, король вестготів поступився — Сіагрія було закуто в кайдани та передано франкським посланцям і потім страчено. Цей ганебний вчинок Аларіха дозволяє зробити висновок, що франки мали військову перевагу над вестготами. Проте видача Сіагрія не зміцнила відносин вестготів з франками. Вестготи отримали на півночі від свого кордону нового і доволі сильного ворога.
Хлодвіг не обмежився завоюванням Північної Галії, його метою було підкорення всієї Галії. А для цього йому потрібно було знищити вестготів. Упродовж наступних років, найімовірніше, відбувалися зіткнення з франками в області середньої Луари.
У 496 р. Аларіх відбив місто Сент у Хлодвіга. Це місто було в самому серці вестготських поселень в Аквітанії. Через два роки, в 498 р., франки зайняли навіть Бордо, де захопили в полон вестготського герцога Суатрія. Використавши сварки в бургундському королівському домі, Хлодвіг вторгнувся до Бургундії близько 500 року. Армія бургундського короля Гундобада програла в битві при Діжоні, навіть сам король ледь врятувався. Але франки вирішивши, що вони достатньо послабили Бургундське королівство, покинули їх територію, тому Гундобад звернувся за допомогою до Аларіха, який, оцінивши ситуацію, надав потрібну підтримку. З допомогою вестготів Гундобад розгромив свого брата Годегізела, якого підтримували франки. Франкських полонених Гундобад відіслав у Тулузу до Аларіха. Гундобад, який переміг, на знак подяки за допомогу в 501 році поступився готам під Авіньйоном. Близько 502 р. конфлікти закінчилися. Оскільки Аларіх II і Хлодвіг зустрілися для перемовин на острові посередині Луари біля Амбуаза, кордон між вестготами і франками, найпевніше, проходив саме по цій річці. Про що саме велись переговори — невідомо, але, можливо, мова йшла про взаємне визнання кордонів.

### Події в Іспанії

#### Повстання Бурдунела

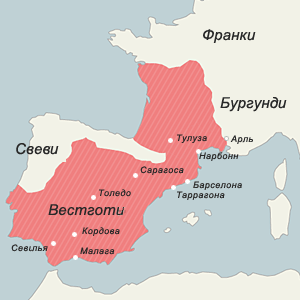
Територія Вестготського королівства за часів правління Аларіха ІІ

Під час цих конфліктів з франками вестготи мусили воювати в Іспанії. Сарагоська хроніка повідомляє, що в 496 році в Іспанії спалахнуло повстання Бурдунела, якого у наступному році був захоплено та спалено у Тулузі в мідному бику.
Про повстання Бурдунела відомо зовсім мало, його ім'я має кельтське походження, важливим є повідомлення хроніки про захоплення ним тиранії. І у пізньоантичних, і у ранньосередньовічних авторів поняття тиранії пов'язане не з народним виступом (який зазвичай прирівнюється до розбійного), а з узурпацією влади зі сторони високопосадовця. Тому мова не може йти про народний виступ. Бурундел правив доволі довго, що свідчить про наявність підтримки. Можливо цю підтримку йому надавала місцева іспано-римська знать, яка сподівалась з його допомогою звільнитися від вестготів.
Хроніка не повідомляє про район повстання. Але, на основі того, що всі події описані в Сарагоській хроніці пов'язані із самою Сарагосою, можна зробити висновок, що повстання відбулось десь у Тарраконській Іспанії.

#### Повстання Петра
У 506 році, як повідомляє Сарагоська хроніка, готи взяли Тортосу і вбили місцевого тирана Петра. Ім'я Петро було доволі відомим і поширеним християнським іменем. Серед готів такі імена ще не були поширені, отже його можна вважати іспано-римлянином. Тортоса знаходиться в нижній течії річки Ебро, неподалік від моря. Отже, територією повстання Петра була Тарраконська Іспанія. Менше ніж за 10 років ця провінція знову повстала проти вестготів. Можливо, що Петро і Бурдунел були якось пов'язані з франками.

#### Захоплення вестготами Іспанії
Примітно, що Піренейський півострів вперше придбав важливе значення в очах вестготів тільки при появі франкської загрози. До тих пір вони, хоча і підпорядкували собі значну частину Іберійського півострова, але самі займали тільки найважливіші опорні пункти; з упевненістю можна говорити лише про присутність вестготів в Меріді, де в 483 році вестготський герцог спільно з єпископом подбали про відновлення зруйнованого мосту через Гвадіану. Можливо, якась кількість готів поселилася в давньокастільській Месеті, приблизно в області Паленсії, після перемоги над свевами. За римлян Іспанія була своєрідним додатком до Галлії. Починаючи з 409 року, ця країна надзвичайно постраждала від нападів вандалів, аланів і свеви.

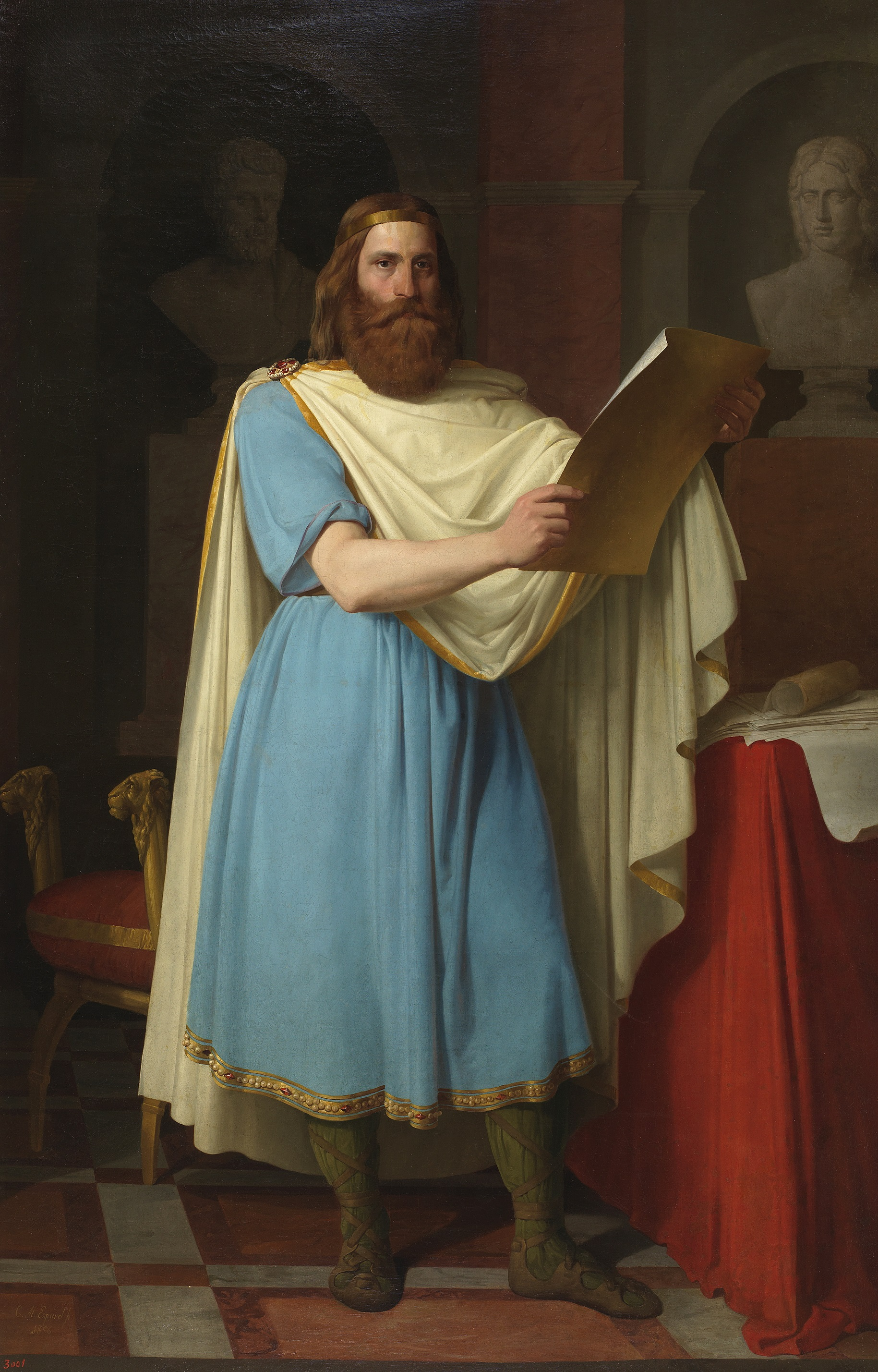
Аларіх II — король вестготів. Картина художника Карлоса Марії Есківель (1830—1867). Створено в 1856 році. Будівля Конгресу депутатів Іспанії

Хоча після знищення аланів (416—418) і виходу вандалів в 429 році утворився певний вакуум влади, який не зуміла заповнити Римська імперія, вестготи почали брати участь в іспанських справах тільки з 456 року. Після цього, у другій половині V століття, вони поступово приєднали цей півострів до своїх володінь. Рух здійснювався кількома хвилями. Уже в 494 році в «Сарагоській хроніці» повідомляється, що готи увійшли до Іспанії, а під 497 роком — що вони отримали місця для поселення в Іспанії. Конкретний зміст цих коротких повідомлень є досить дискусійним — одні дослідники вважають (і це — традиційна точка зору), що мова йде про початок переселення вестготів з Галлії в Іспанію, інші бачать в цих повідомленнях згадки про військову операцію готів. Хоча на землях між Луарою і Гаронною, які опинилися під безпосередньою загрозою нападів франків, проживала дуже невелика кількість вестготів, проте, вже тоді переселятися до Іспанії зважилися їх численні одноплемінники з корінних областей вестготских поселень.

### Римський закон вестготів

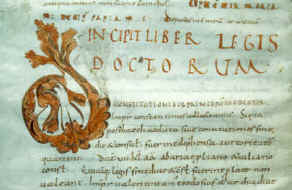
Бревіарій Аларіха II. Зберігається в університеті Овернь. Клермон. Франція

З прагненням врегулювати відносини зі своїми романськими підданими пов'язана і законодавча діяльність Аларіха. Прийнятий за його батька кодекс відносився тільки до готів. Романське ж населення продовжувало жити за старими римськими законами. При Аларіху був укладено «Римський закон вестготів», також відомий під назвою «Бревіарій Аларіха». В цей звід було включено більшість законів з «Кодексу Феодосія», новели пізніх імператорів до Лівія Севера і фрагменти з праць античних юристів. Закони, більше не відповідали новим умовам, були викинуті. Так, в зведенні відсутні закони, що врегульовували церковні питання і спрямовані на дискримінацію аріанства. Були виключені і деякі застарілі статті про сенаторські звання, а до інших були додані роз'яснення, що сильно змінювали їхній зміст. Майже до всіх законів були приєднані тлумачення, часто взяті з досить давніх юридичних джерел. 2 лютого 506 року вестготський коміт Гойарік оприлюднив «Римський закон вестготів» перед зборами ортодоксальних єпископів і знатних римлян.
Укладання цього кодексу не слід приймати за якусь поступку Аларіха II по відношенню до римського населення. Швидше, воно стало наслідком суверенного права вестготського правителя. Звід законів Аларіха II відіграв велику роль у майбутній долі римського права в Західній Європі; протягом кількох століть римське право було відомо тільки в тій формі, яку надали йому правознавці вестготського короля. Під владою вестготів римляни жили в досить сприятливих умовах. Це, перш за все, відноситься до нижчих верств населення, які в Римській імперії були пригнічені надзвичайно важкими податками.
Вводячи в силу нове законодавство, вестготський король переслідував ряд цілей. По-перше, цим полегшувалося судочинство, бо з цього часу судді могли вже керуватися одним документом, а не губитися в масі різноманітних актів.
По-друге, закріплювалося в правовому відношенні поділ вестготів і римлян, бо тепер для двох груп населення діяли два різних кодекси: Ейріха для вестготів і Аларіха для римлян.
По-третє, проголошувалась юридична незалежність вестготського королівства від Візантії, бо відтепер на його території діяв власний звід законів, і законодавчі акти Константинополя вже не мали сили для римських підданих Аларіха. Характерно, що дату набуття чинності цим кодексом визначена за роками правління Аларіха, а не римського імператора. Вестготський король підкреслював не тільки свою повну незалежність від імперії і юридичну рівність з імператором, але і те, що римляни, які живуть на території його королівства, є виключно його підданими.
По-четверте, залучаючи до законодавства римських юристів і радячись з церковною і світською знаттю підлеглого римського населення, король прагнув показати свою прихильність до колишніх римських підданих і ортодоксально-нікейської пастви.